# Italská lira
Italská lira (ITL - italsky Lira italiana) byla měna používaná v Itálii v letech 1861–2002. Italská lira vystřídala peníze menších států Itálie. Italskou liru vystřídalo Euro. ISO 4217 kód měny byl ITL. 
1 000 lir mělo hodnotu 15 až 16 Kč, v závislosti na kurzovním lístku ČNB.
V roce 1979 vstoupila Itálie do Evropského měnového systému, který měl za cíl udržovat stabilní kurzy mezi měnami svých účastníků. V září 1992, po sérii krizí a devalvací, z tohoto systému vystoupila. V roce 1996 se ale vrátila zpět.

## Galerie

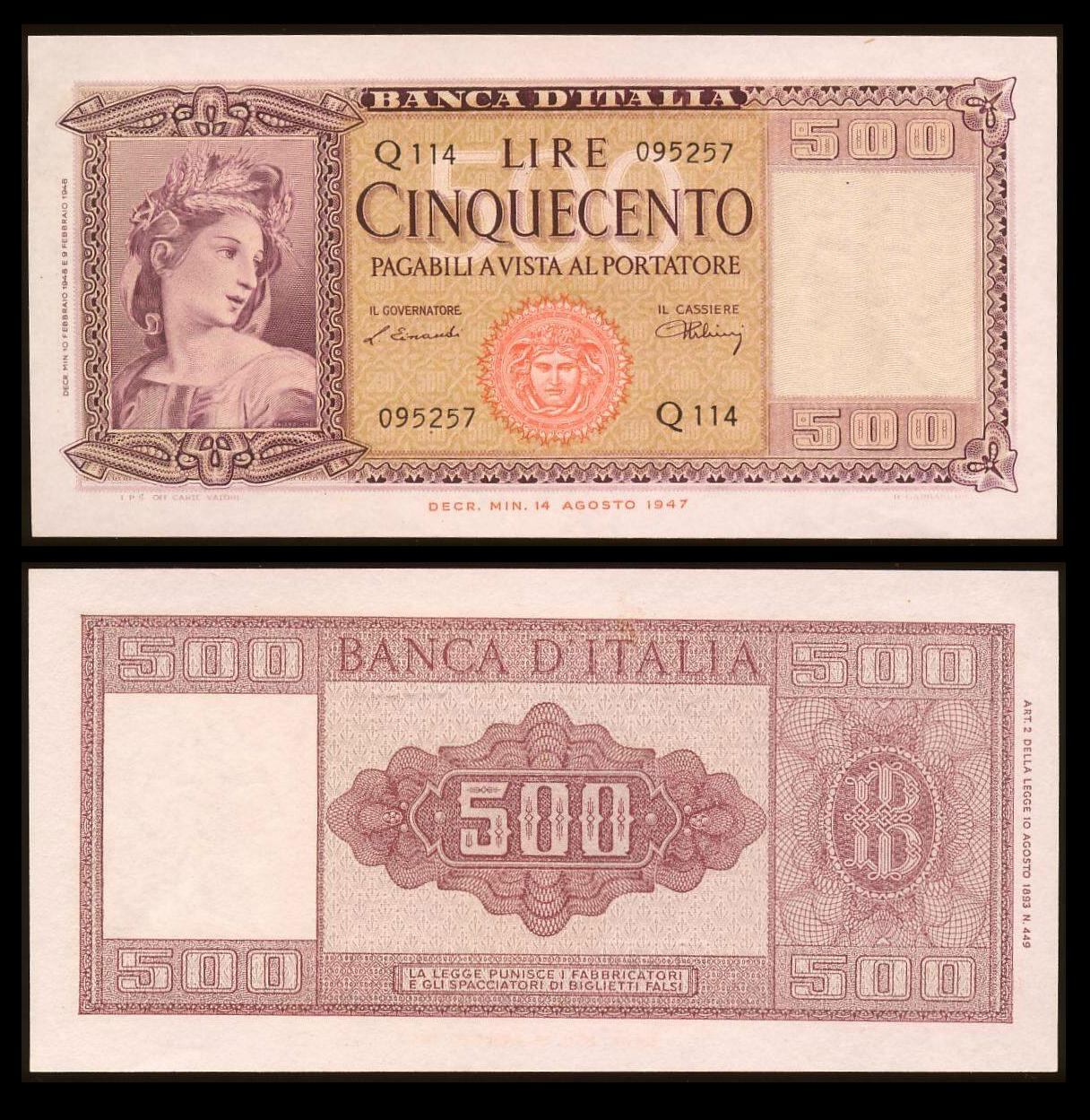
500 lir - rub a líc bankovky vydané v roce 1947
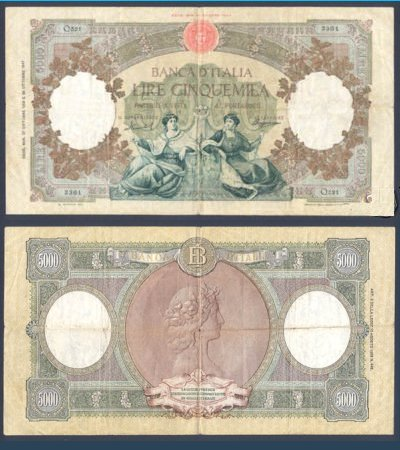
5000 lir - rub a líc bankovky vydané v roce 1947
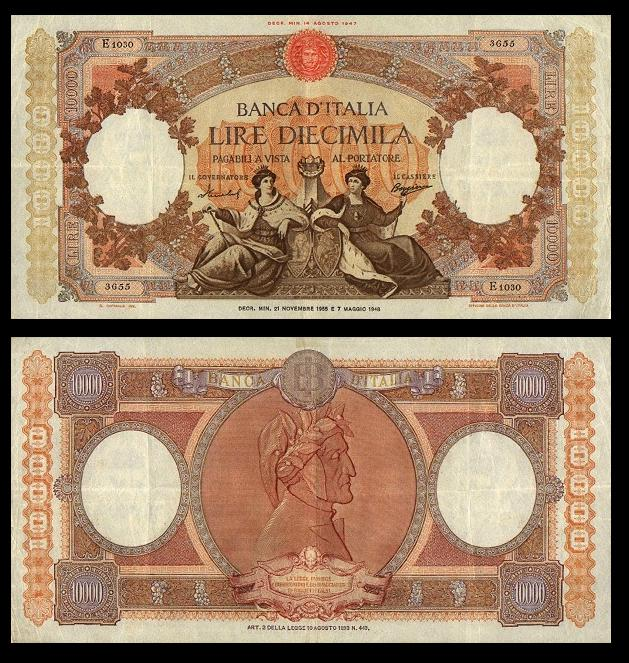
10000 lir - rub a líc bankovky vydané v roce 1948

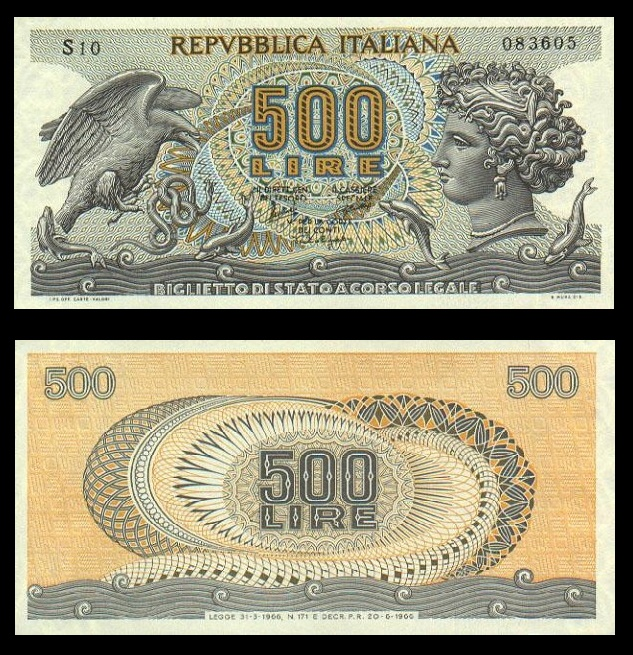
500 lir - rub a líc bankovky vydané v roce 1966
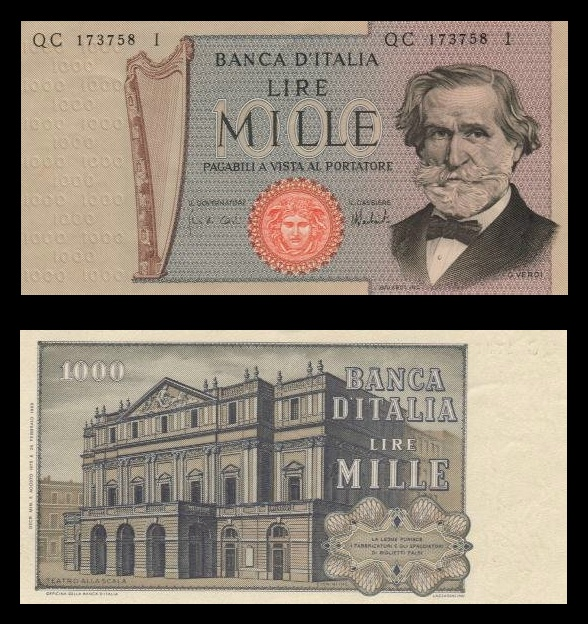
1000 lir - rub a líc bankovky vydané v roce 1969
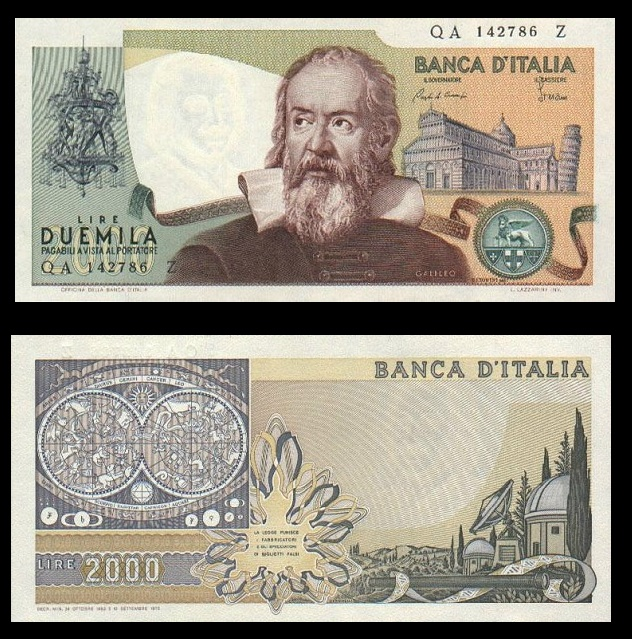
2000 lir - rub a líc bankovky vydané v roce 1973
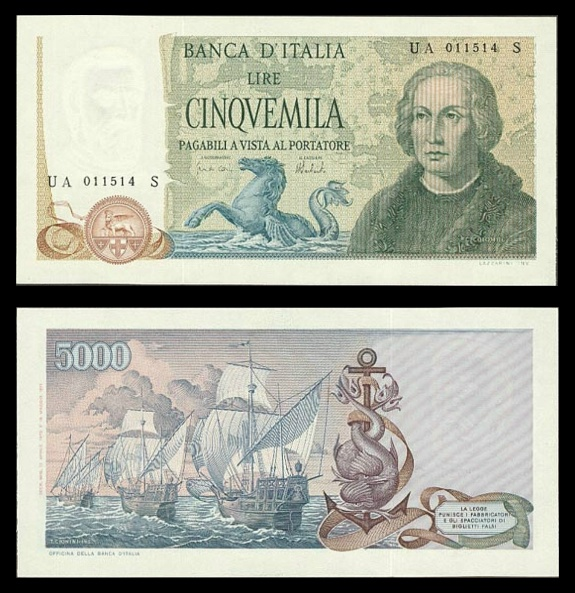
5000 lir - rub a líc bankovky - 1971 (1964)
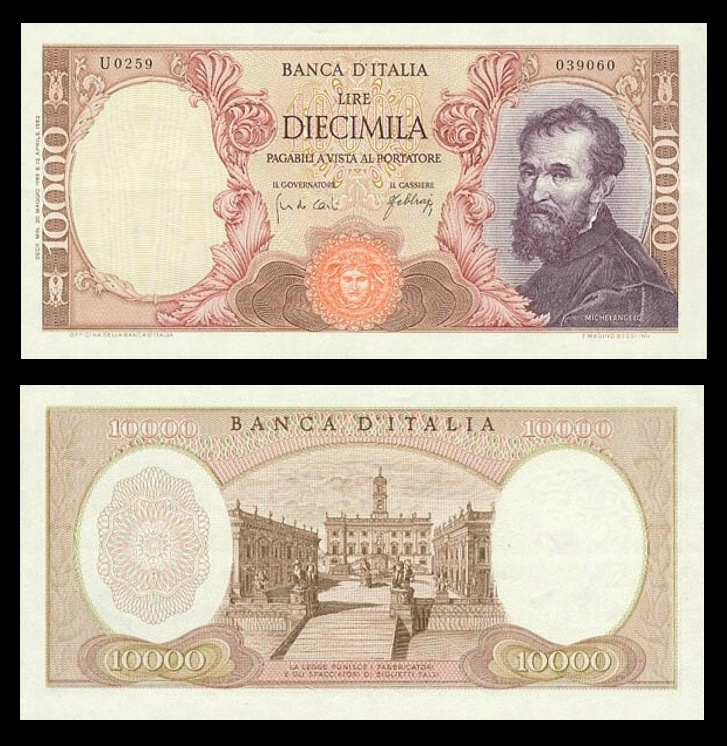
10000 lir - rub a líc bankovky vydané v roce 1962
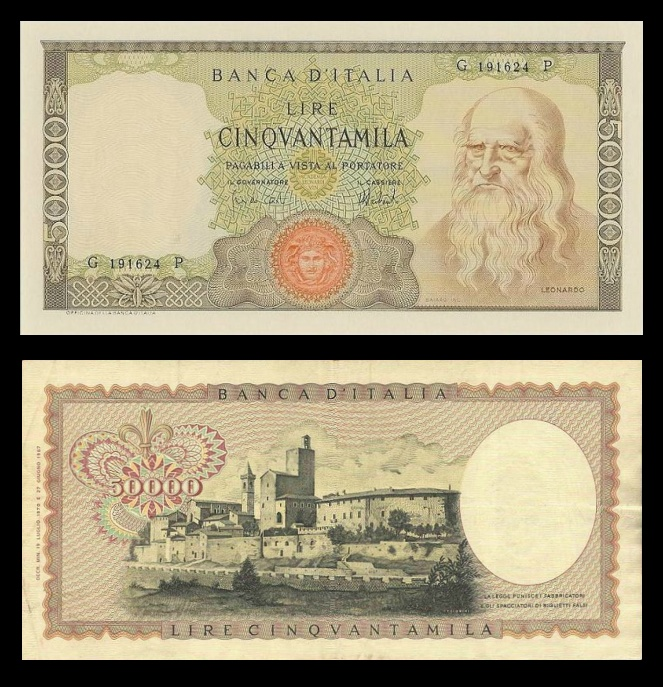
50000 lir - rub a líc bankovky vydané v roce 1967
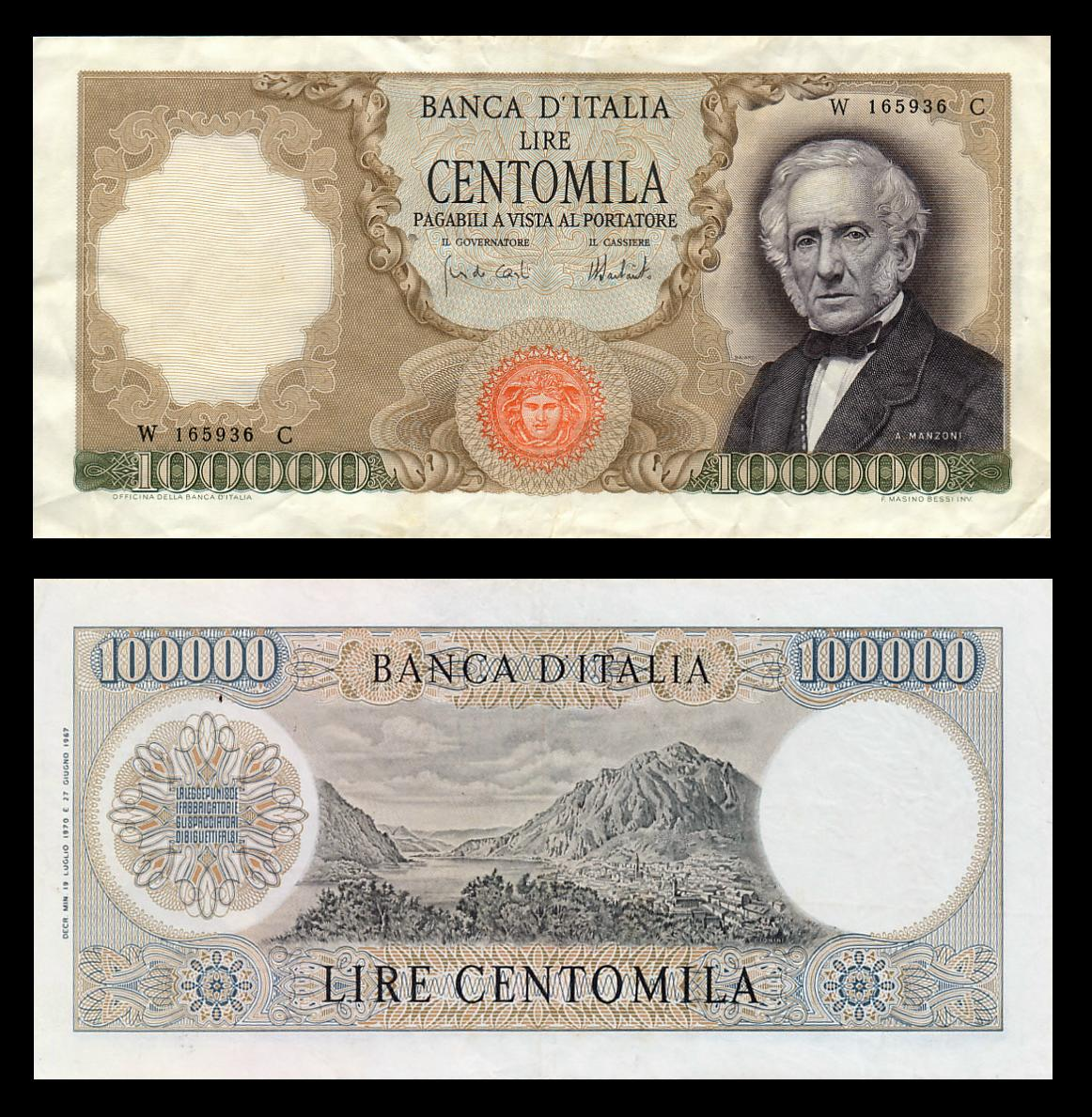
100000 lir - rub a líc bankovky vydané v roce 1967

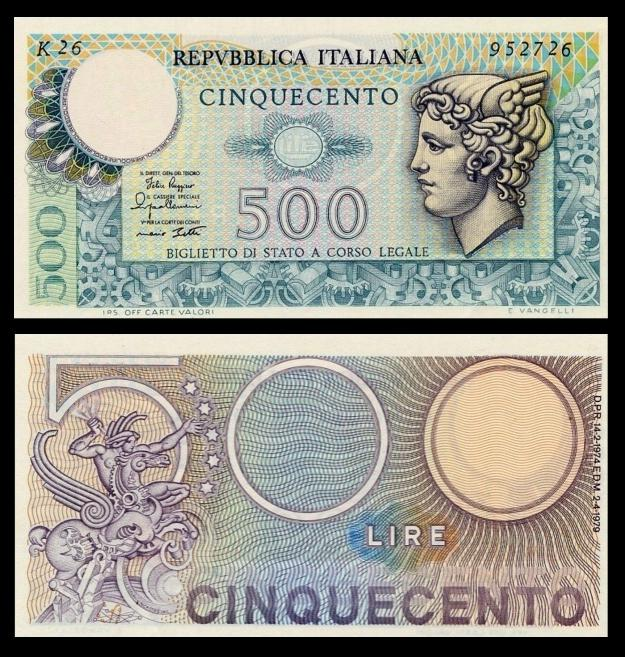
500 lir - rub a líc bankovky vydané v roce 1974
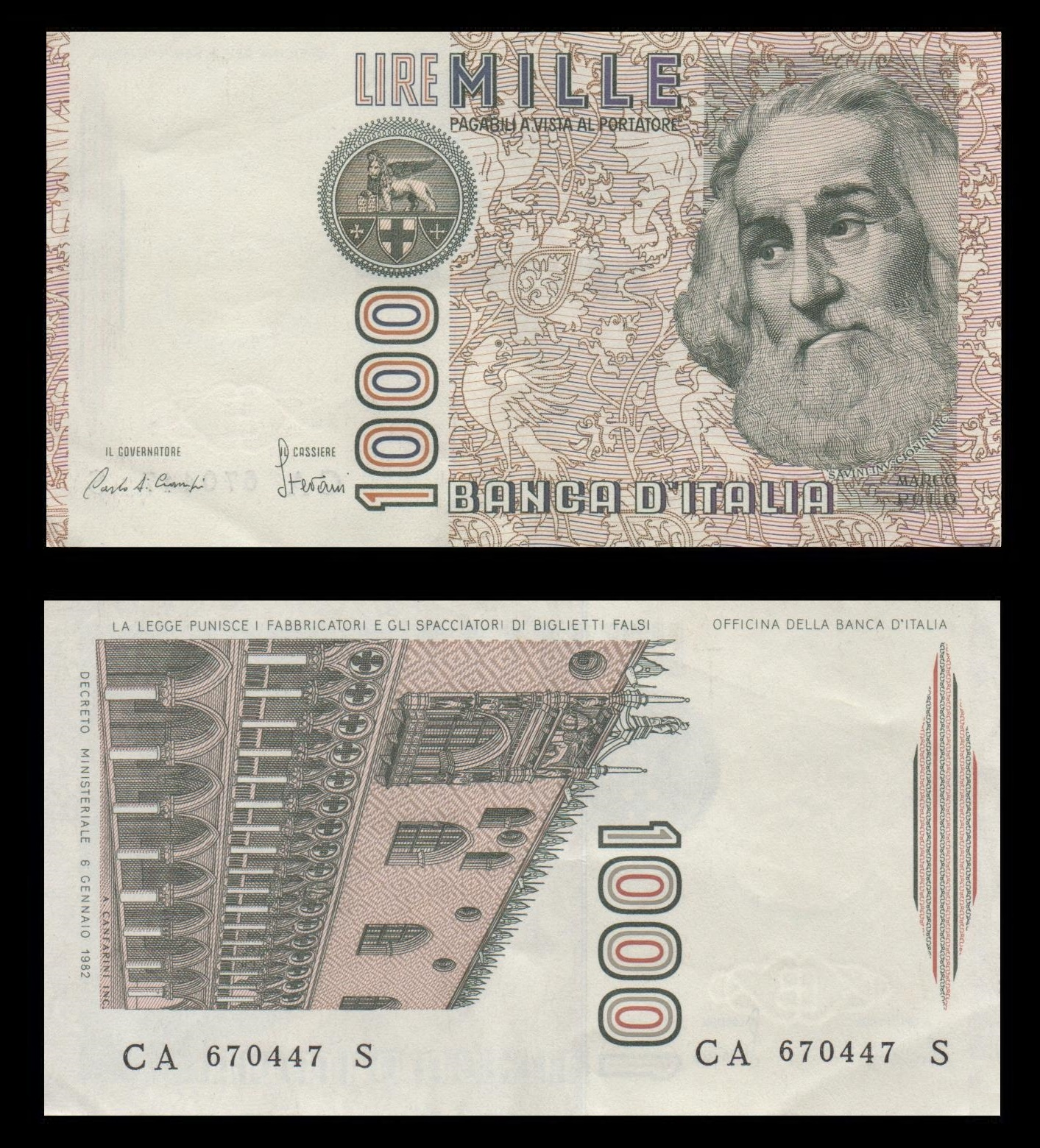
1000 lir - rub a líc bankovky vydané v roce 1982
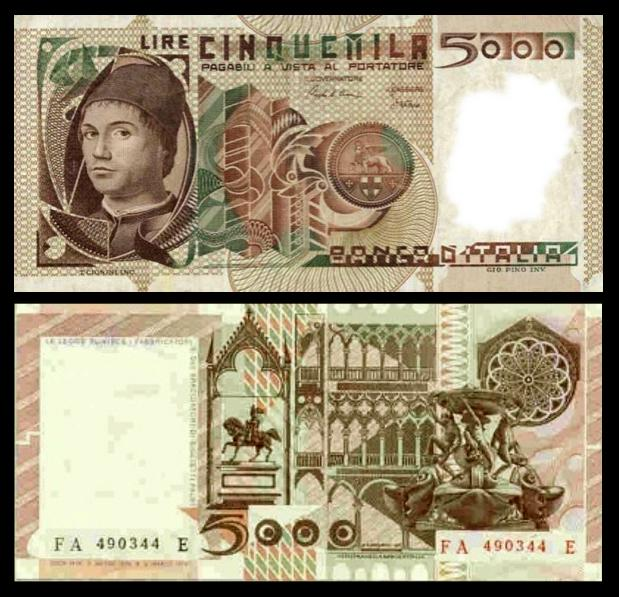
5000 lir - rub a líc bankovky vydané v roce 1979
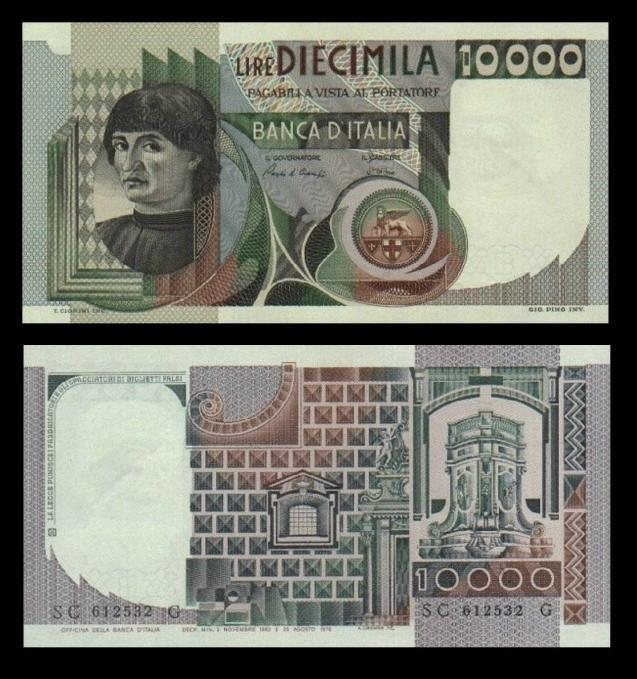
10000 lir - rub a líc bankovky vydané v roce 1976
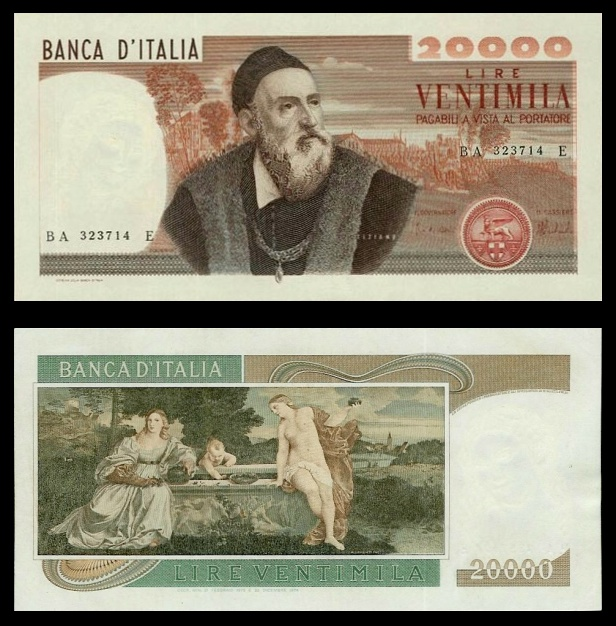
20000 lir - rub a líc bankovky vydané v roce 1975
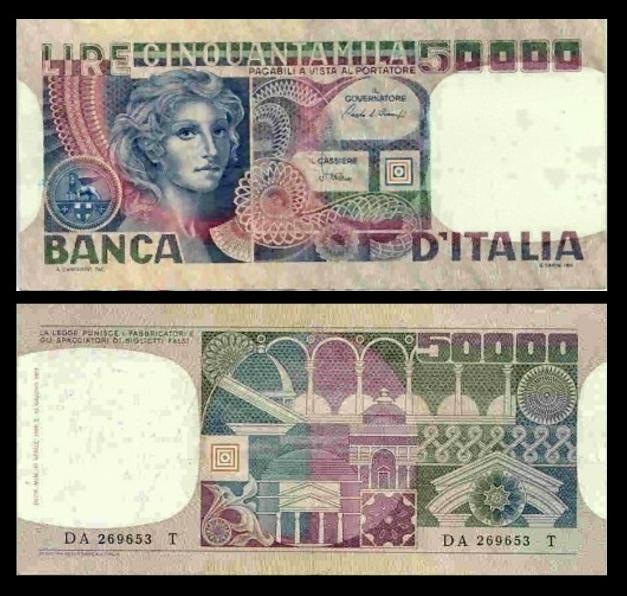
50000 lir - rub a líc bankovky vydané v roce 1977
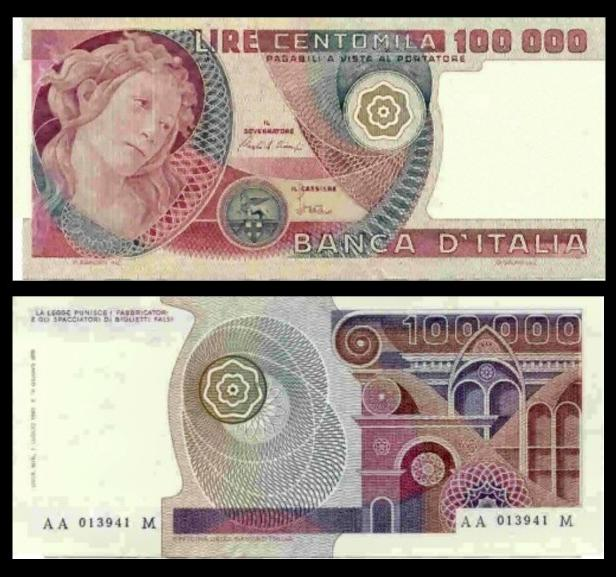
100000 lir - rub a líc bankovky vydané v roce 1978

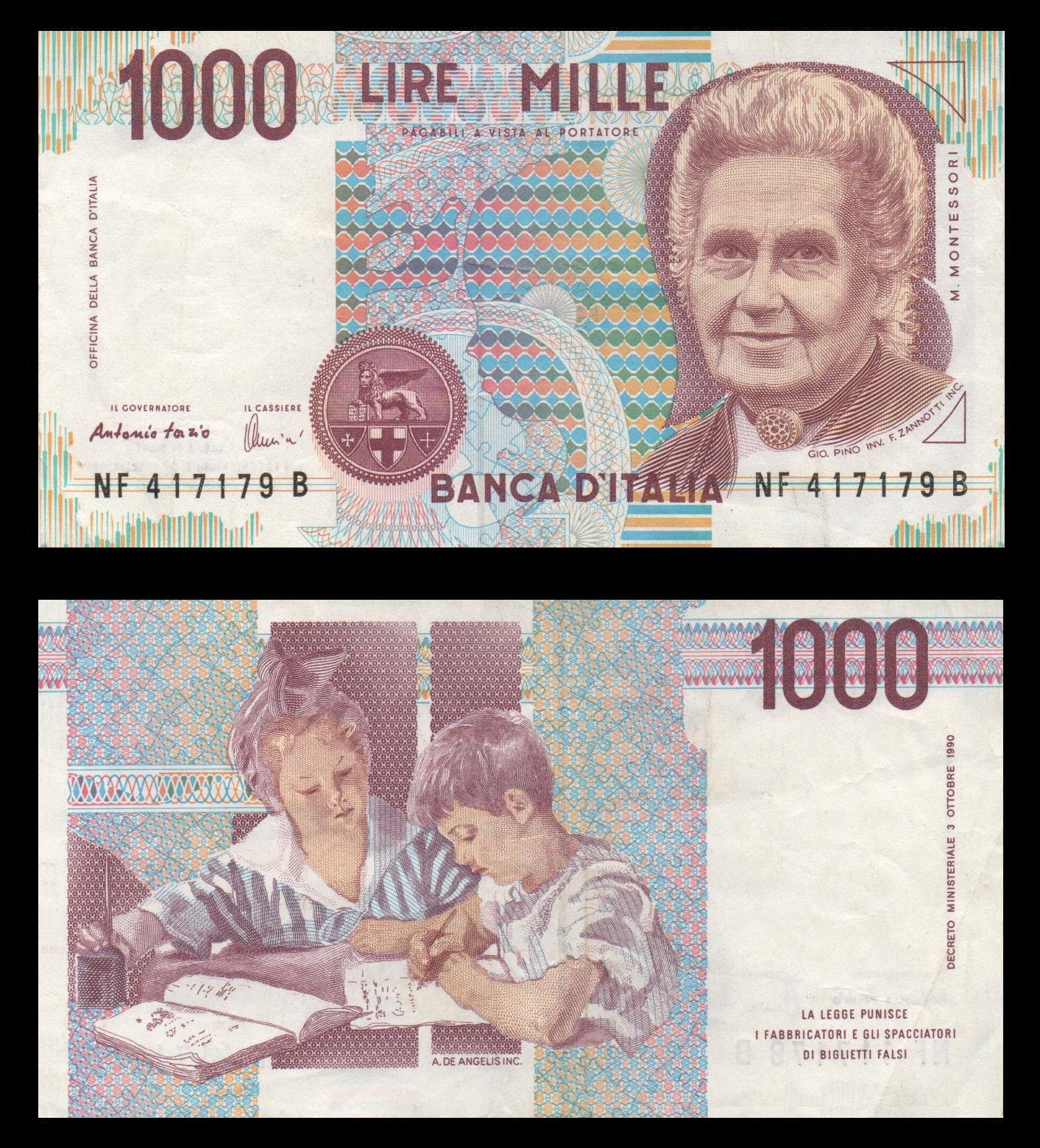
1000 lir - rub a líc bankovky vydané v roce 1990
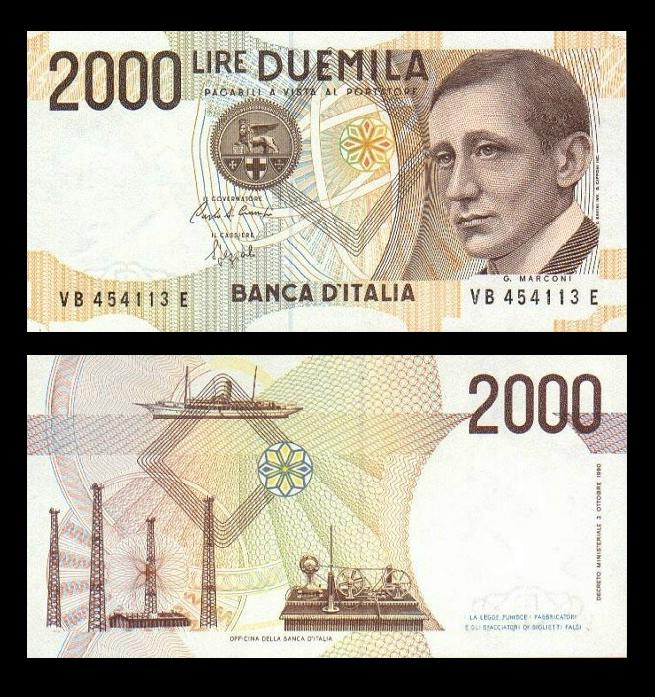
2000 lir - rub a líc bankovky vydané v roce 1990
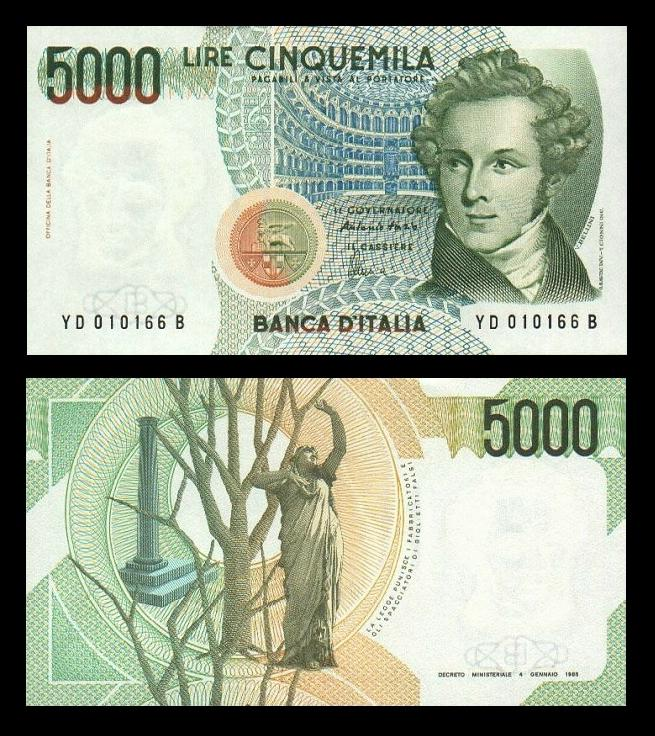
5000 lir - rub a líc bankovky vydané v roce 1985
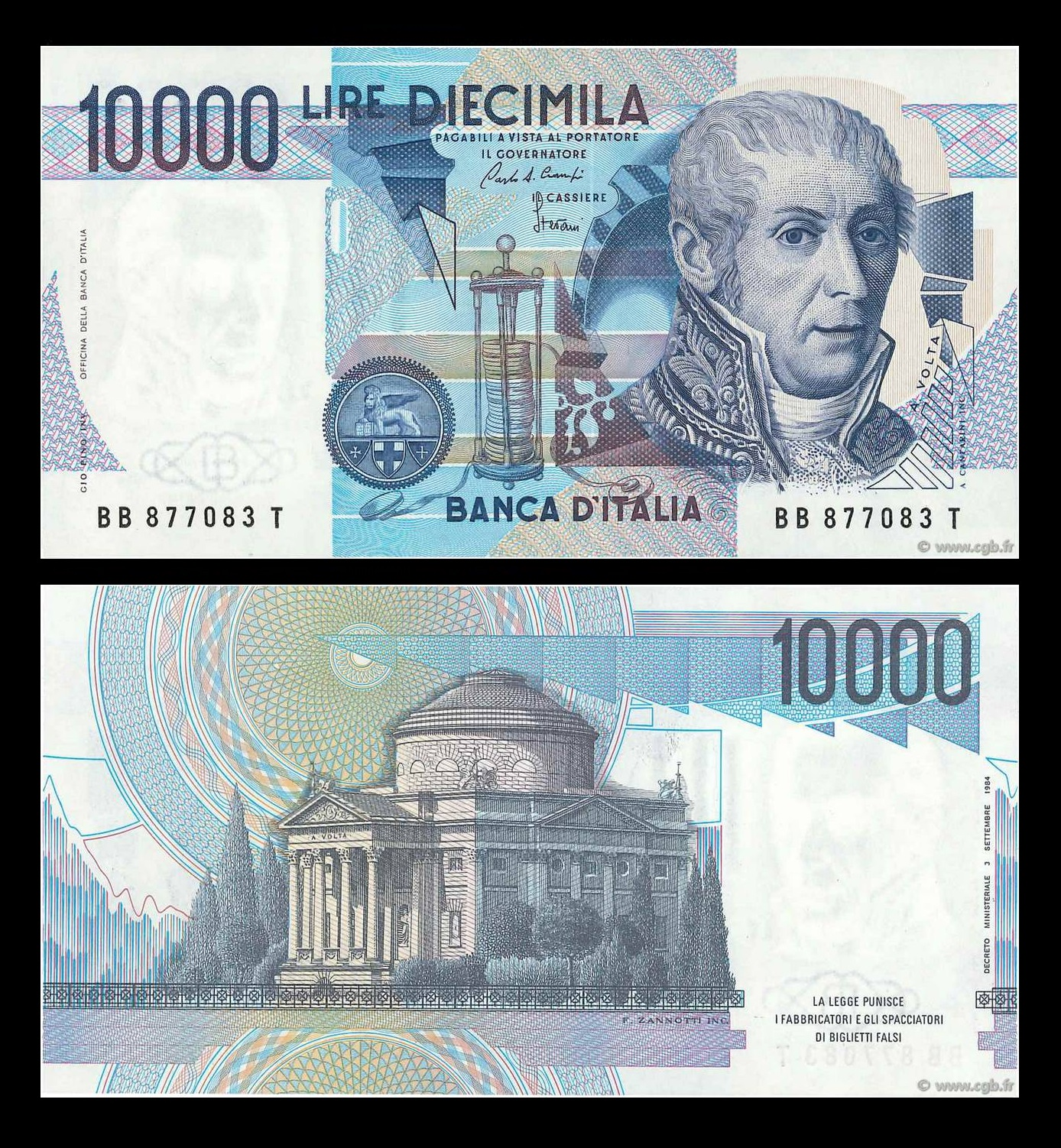
10000 lir - rub a líc bankovky vydané v roce 1984
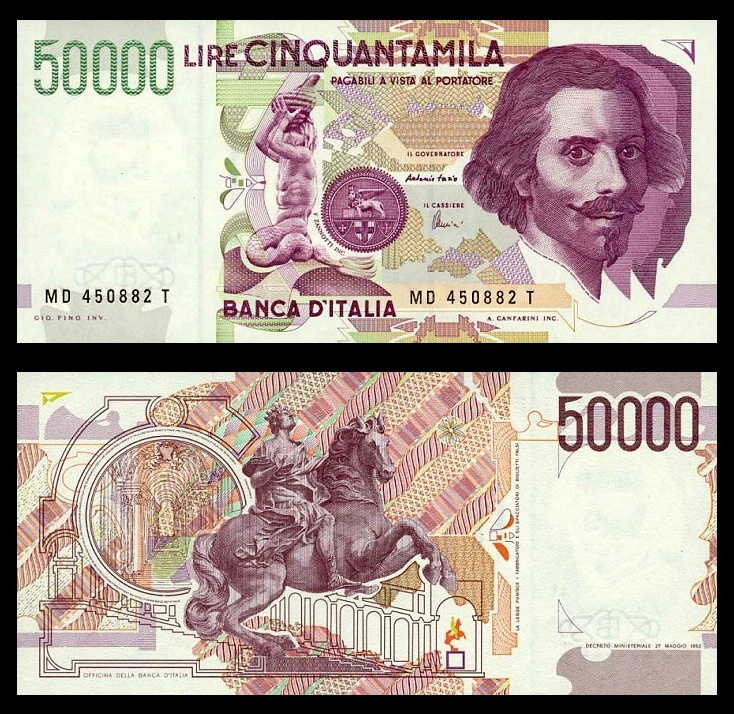
50000 lir - rub a líc bankovky - 1992 (1984)
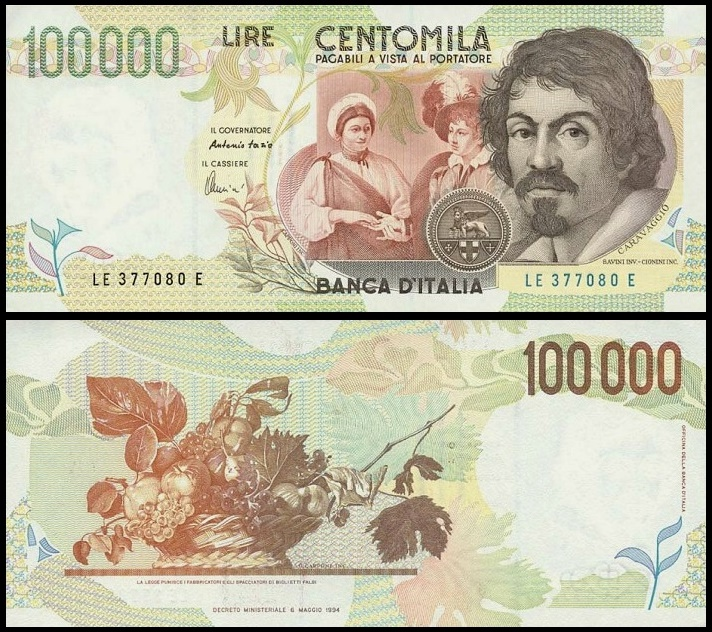
100000 lir - rub a líc bankovky - 1994 (1983)
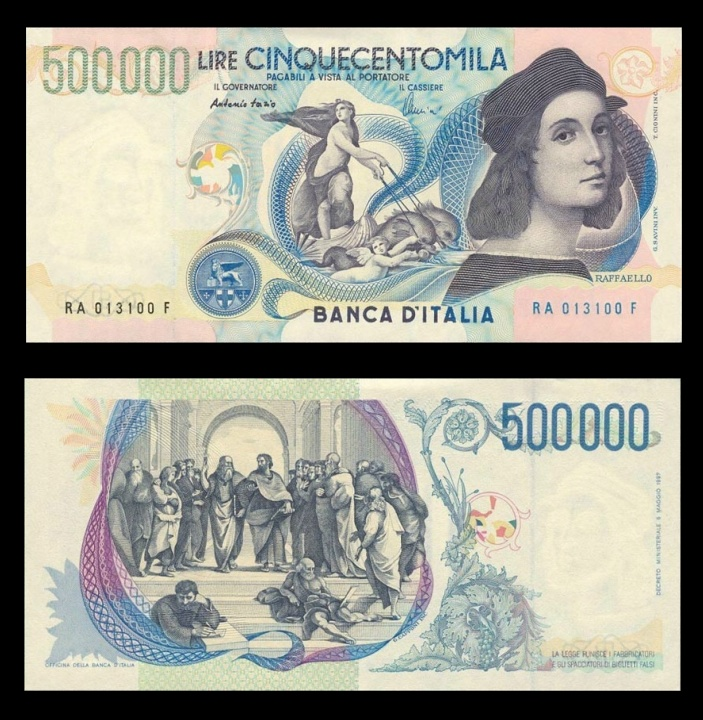
500000 lir - rub a líc bankovky vydané v roce 1997